# Thaxterogaster
Thaxterogaster Singer – rodzaj grzybów z rodziny zasłonakowatych (Cortinariaceae).

## Systematyka i nazewnictwo
Pozycja w klasyfikacji według Index Fungorum: Thaxterogaster, Cortinariaceae, Agaricales, Agaricomycetidae, Agaricomycetes, Agaricomycotina, Basidiomycota, Fungi.
Gatunki występujące w Polsce:
- Thaxterogaster causticus (Fr.) Niskanen & Liimat. 2022[2]
- Thaxterogaster collocandoides (Reumaux) Niskanen & Liimat. 2022[2]
- Thaxterogaster croceocoeruleus (Pers.) Niskanen & Liimat. 2022 – tzw. zasłonak żółtomodry
- Thaxterogaster eburneus (Velen.) Niskanen & Liimat. 2022 – tzw. zasłonak biały
- Thaxterogaster emollitus (Fr.) Niskanen & Liimat. 2022[2]
- Thaxterogaster fulvo-ochrascens (Rob. Henry) Niskanen & Liimat. 2022 – tzw. zasłonak brunatnoplamisty
- Thaxterogaster leucophanes (P. Karst.) Niskanen & Liimat. 2022[3]
- Thaxterogaster microspermus (J.E. Lange) Niskanen & Liimat. 2022 – tzw. zasłonak drobnozarodnikowy
- Thaxterogaster multiformis (Fr.) Niskanen & Liimat. 2022 – tzw. zasłonak zmiennokształtny
- Thaxterogaster pluvius (Fr.) Niskanen & Liimat. 2022 – tzw. zasłonak deszczowy
- Thaxterogaster porphyropus (Alb. & Schwein.) Niskanen & Liimat. 2022 – tzw. zasłonak różowonogi
- Thaxterogaster purpurascens (Fr.) Niskanen & Liimat. 2022 – tzw. zasłonak purpurowiejący
- Thaxterogaster scaurus (Fr.) Niskanen & Liimat. 2022 – tzw. zasłonak zielonofioletowy
- Thaxterogaster subporphyropus (Pilát) Niskanen & Liimat. 2022[3]
- Thaxterogaster subpurpurascens (Batsch) Niskanen & Liimat. 2022[4][5]
- Thaxterogaster talus (Fr.) Niskanen & Liimat. 2022 – tzw. zasłonak bladoochrowy
- Thaxterogaster variegatus (Bres.) Niskanen & Liimat. 2022[3]
- Thaxterogaster vibratilis (Fr.) Niskanen & Liimat. 2022 – tzw. zasłonak piekący

Nazwy naukowe na podstawie Index Fungorum. Wykaz gatunków i nazwy polskie według Władysława Wojewody (bez przypisu) i innych (oznaczone przypisem). Gdy W. Wojewoda w 2003 r. podał polskie nazwy, gatunki te należały do rodzaju Cortinarius (zasłonak), po przeniesieniu do rodzaju Thaxterogaster stały się niespójne z aktualną nazwą naukową.